# Semolino al latte
Il semolino al latte è un alimento a base di semola diffuso in tutto il mondo.

## Storia
Il semolino al latte veniva consumato in India nel 6.000 a.C. e le prime menzioni dell'alimento compaiono nei due poemi epici del Mahābhārata e del Rāmāyaṇa. Un piatto simile al semolino al latte è l'apothermum, descritto da Marco Gavio Apicio nel suo De re coquinaria  del I secolo d.C., e a base di semola, pinoli, pane e mandorle. Come confermano diversi testi di medicina, la pietanza veniva consumata anche in Medio Oriente, e vi sono anche testimonianze che fosse un alimento conosciuto tra i mongoli e i cinesi. L'alimento è oggi diffuso in tutto il mondo in più varianti tra cui i Paesi dell'Europa centro-orientale.

## Caratteristiche
Il semolino al latte è una vellutata di semola leggera e di cui esistono una versione salata e una dolce. La versione salata si prepara mettendo in una casseruola del latte e facendolo cuocere fino a ebollizione mescolando. Una volta tolta dal fuoco, si versa del semolino e si rimette il recipiente sul fuoco. In una zuppiera si miscelano due tuorli d'uovo, del burro e del grana grattugiato; tale composto va versato nel preparato di latte e semola. Nelle sue molteplici varianti, il semolino al latte può contenere ingredienti aggiuntivi come cacao in polvere, cannella, uva passa, frutta e sciroppi.
L'alimento può anche essere impiegato per preparare gli gnocchi alla romana, minestre e torte dolci o salate.

## Nel mondo

### Repubblica Ceca, Slovacchia, Austria

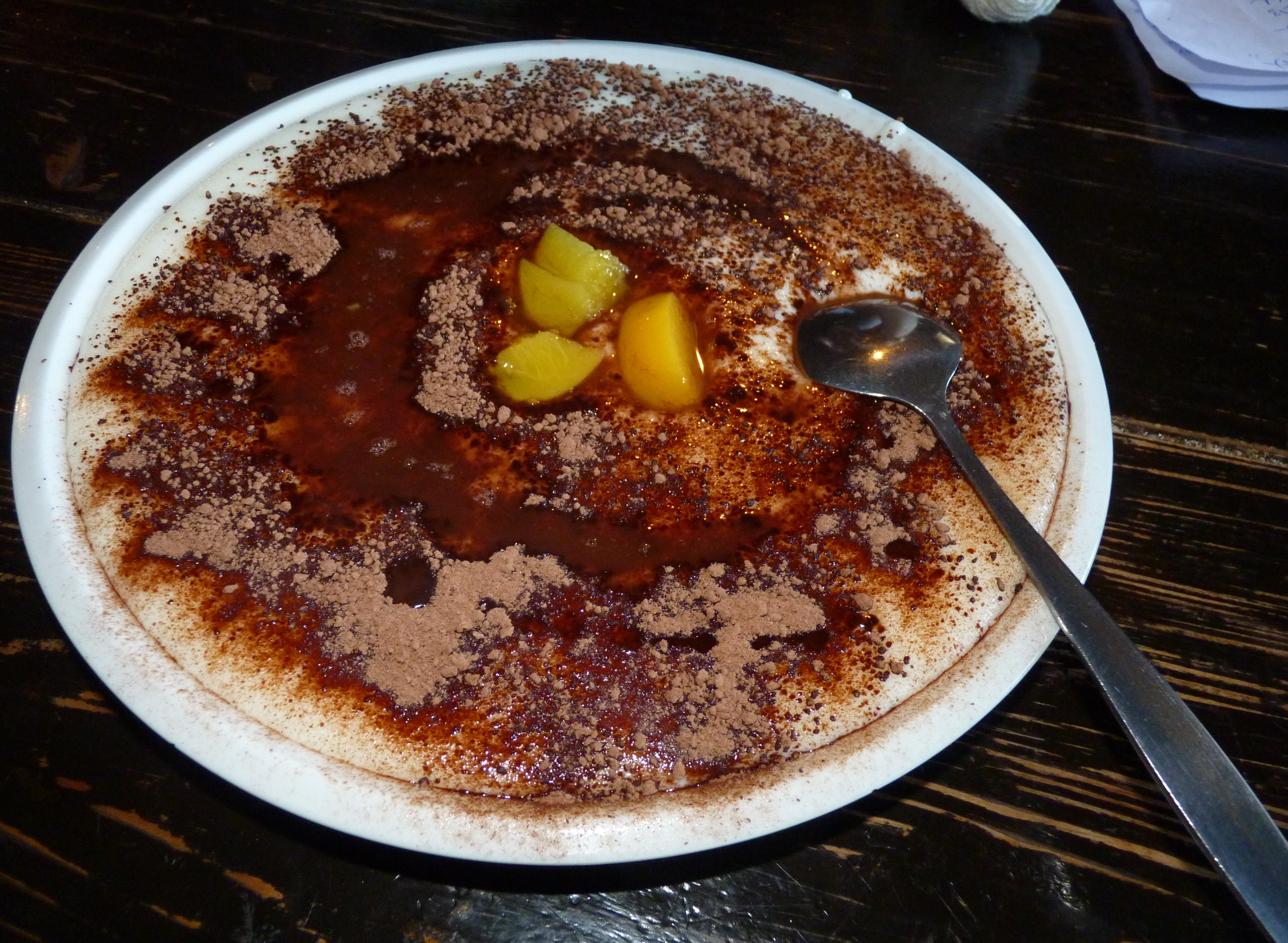
Il semolino al latte con cacao e burro

I cechi lo chiamano krupičná kaše o krupicová kaše, gli slovacchi krupicová kaša, gli austriaci Grießkoch. Servire caldo, spolverato di cacao e zucchero e cosparso di burro fuso.  A volte si possono usare altre varianti e sapori, come cannella, miele, cioccolato grattugiato, tuzemák, ecc.

### Romania
In Romania si chiama griș cu lapte. Si possono aggiungere marmellata, frutta candita, cannella e uva passa. Una volta cotta, la preparazione viene versata in una tortiera. Servita calda o fredda. La parola griș potrebbe derivare da tedesco Grieß simile all'inglese grit.

### Ungheria
Gli ungheresi chiamano questo piatto tejbegríz o tejbedara, che significa "semola nel latte". Di solito viene cucinato con una generosa quantità di zucchero, un po' di burro e un pizzico di sale. Servito caldo, al naturale o spolverato con cacao in polvere, zucchero alla cannella, a volte con frutta fresca o sciroppata, marmellata, vaniglia, pezzetti di cioccolato; aggiunte moderne includono gelato, panna montata, zucchero di canna, sciroppo d'acero, frutta candita, muesli, semi di zucca, ecc.  commercializzato con il nome grízpuding (traduzione speculare di budín de sémola).

### Lituania
In Lituania, questo piatto si chiama manų košė. Di solito viene cotto in una miscela di acqua, latte e zucchero, e viene sempre servito caldo, con un rivestimento di cannella e zucchero, o talvolta marmellata.

### Siria
Questo piatto è ben noto a Damasco e Aleppo (così come in altre parti della Siria) come Mamonia. È fatto aggiungendo semola tostata imburrata in acqua bollente che viene mescolata con zucchero e talvolta pezzetti di cannella. Viene quindi servito con una varietà di condimenti tra cui, a titolo esemplificativo ma non esaustivo, formaggio bianco, cannella in polvere e pistacchio